# کارخانه نوین شهرضا
کارخانه نوین شهرضا مربوط به دوره پهلوی اول است و در شهرضا، میدان شهدا، خیابان شهید بهشتی بطرف میدان حر واقع شده و این اثر در تاریخ ۷ مهر ۱۳۸۱ با شمارهٔ ثبت ۶۵۳۹ به‌عنوان یکی از آثار ملی ایران به ثبت رسیده است.